# Dr. Ulrich Undeutsch
Dr. Ulrich Undeutsch ist eine Deutschpunk-Band aus Grünhainichen. Die eigentlich nur regional bekannte Punkband wurde deutschlandweit bekannt, nachdem der Verfassungsschutz Sachsen sie in ihren Berichten als linksextremistische Band erwähnte.

## Bandgeschichte
Dr. Ulrich Undeutsch wurde 2007 gegründet. Die Band ist vor allem im Erzgebirgskreis aktiv. 2015 veröffentlichte sie über Bandcamp ihr Album Kartoffeln mal anders. Etwa zur gleichen Zeit wurde die Band beziehungsweise die „Linksextremistische Musikszene“ in ihrer Gesamtheit Beobachtungsgegenstand der Verfassungsschutzbehörde von Sachsen. Am historisch sehr bedeutenden 8. Mai 2020, dem 75. Jahrestag der Befreiung vom Nationalsozialismus, veröffentlichte die Band ihr zweites Album Stets Bemüht.
Die Band wurde im Verfassungsschutzbericht 2017 des Freistaats Sachsen sowie im Verfassungsschutzbericht von Bayern 2017 unter der Überschrift „Linksextremistische Musik“ erwähnt. Zur Begründung wurde angegeben, „die Band würde ausdrücklich Positionen der autonomen Szene [vertreten], wobei immer wieder die Ablehnung des demokratischen Rechtsstaats zum Ausdruck kommt. So [werde] dort die Bundesrepublik Deutschland mit der nationalsozialistischen Diktatur gleichgesetzt.“ Zudem propagiere die Band „nicht nur Gewalt, insbesondere gegen Polizeibeamte, sondern ruft auch Dritte explizit zu gewalttätigen Handlungen, auch unter Einsatz von Waffen, gegen Andersdenkende auf“. Zitiert wurden die beiden Titel Staatsgewalt und Aufruf.
In einem Statement zur Beobachtung durch den Verfassungsschutz wird die Band von Jungle World mit den Worten zitiert: „Wir finden es unsäglich, dass in einem Rechtsstaat, dessen Vorgängerregime den Holocaust an Millionen Menschen zu verantworten hat, eine staatliche Behörde, die den Schutz der Verfassung gewährleisten soll, Antifaschismus als Bedrohung wahrnimmt.“
Die Beobachtung durch den Verfassungsschutz wurde des Weiteren bekannt durch einen Rundfunkbeitrag des MDR, der zwischenzeitlich entfernt wurde. An dem Beitrag des MDR gab es von vielen Seiten Kritik. Anfang Februar 2019 führte der MDR als Reaktion auf die Hinweise ein Interview mit dem Autor des Beitrags. Ob und inwiefern darin die Kritik als berechtigt anerkannt wurde, lässt sich nicht mehr feststellen – der Beitrag wurde wie üblich nach sieben Tagen gelöscht
Die Nennung im Verfassungsschutzbericht wurde inzwischen vom VG Dresden vorläufig für rechtswidrig erklärt, da es die Band in ihrem Grundrecht auf Kunstfreiheit verletze. Infolgedessen muss die entsprechende Passage aus dem Bericht gestrichen werden. Die Anerkenntnisurteile (Az.K 6K11119/19) für die Bands Dr. Ulrich Undeutsch, East German Beauties, Endstation Chaos und One Step Ahead, deren Daten in drei Fällen gelöscht werden mussten: im Verfassungsschutzbericht für 2018, in einem Dokument zum „Linksextremismus in Sachsen“ und in einer Übersicht zu „linksextremistischen“ Bands. erfolgten, nachdem der Verfassungsschutz die Forderungen der Bands ohne Einschränkungen anerkannt hatte. Ob eine Beobachtung von politischen Musikgruppen durch die Verfassungsschutzämter überhaupt vom deutschen Grundgesetz gedeckt ist, ist unter Juristen umstritten. Als richtungsweisend gilt in diesem Zusammenhang das Urteil des Bundesverfassungsgerichtes aus dem Jahr 2000 zum Lied „Deutschland muss sterben, damit wir leben können“ der Band „Slime“. Ob die Observation von antifaschistischen Musikern geheimdienstlichen Mitteln rechtskonform ist, muss in kommenden Prozessen entschieden

## Diskografie
- 2015: Kartoffeln mal anders (Eigenproduktion)
- 2020: Stets Bemüht (Eigenproduktion)